# سنگ سولووتسکی

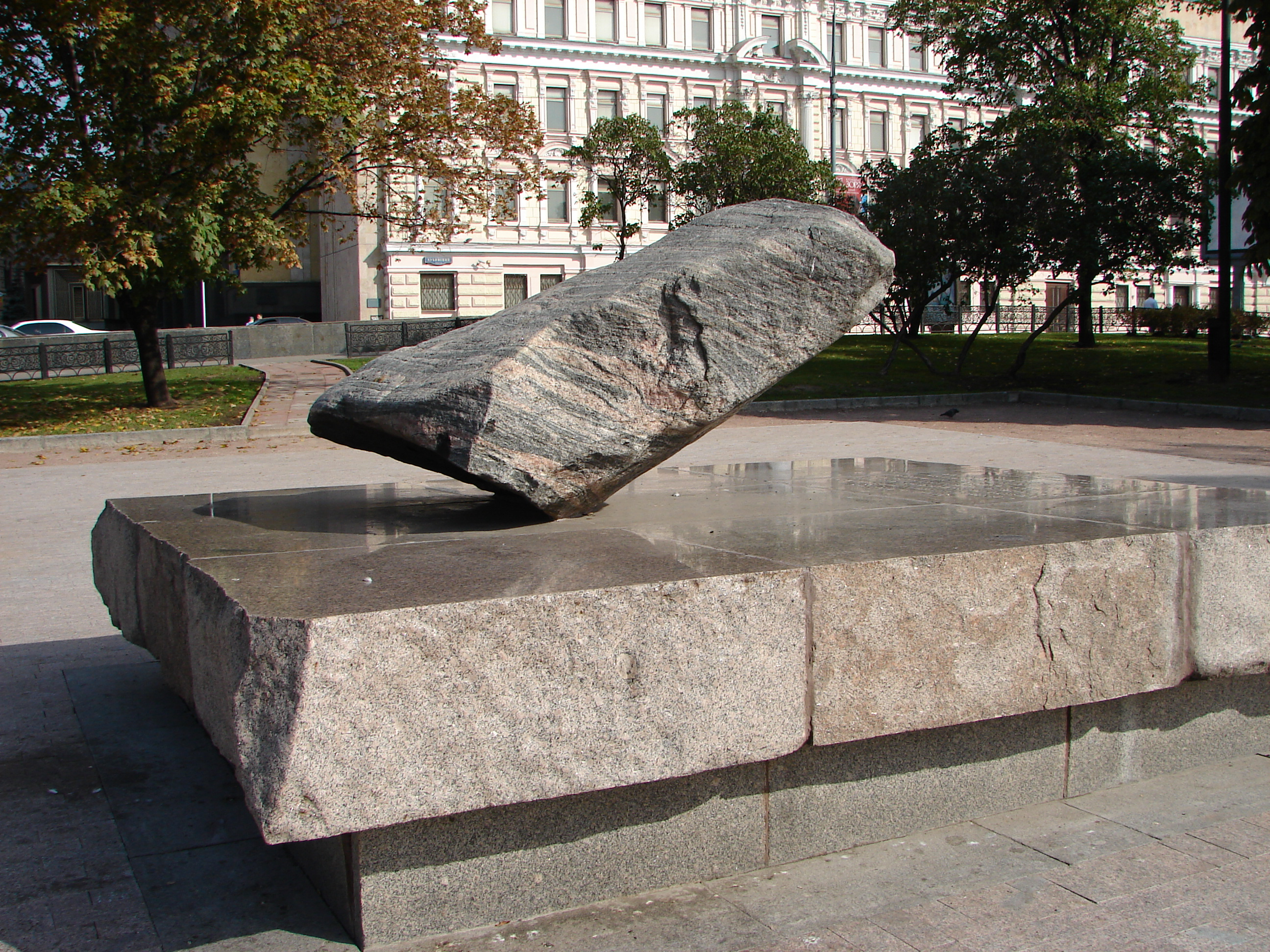
سنگ سولووتسکی در مسکو (

سنگ سولووتسکی بنای یادبود قربانیان سرکوب سیاسی در میدان لوبیانکا در مسکو قرار دارد. این بنا در نزدیکی ساختمان لوبیانکا، مقر اصلی سرویس‌های امنیتی مختلف روسیه از سال ۱۹۱۸، از چکا تا سرویس امنیت فدرال روسیه امروزی، قرار دارد. این بنای یادبود از یک تخته سنگ بزرگ ساخته شده است که از جزایر سولووتسکی در شمال دریای سفید، جایی که اولین اردوگاه دائمی سیستم کیفری شوروی، اردوگاه زندان سولووکی، در سال ۱۹۲۳ برپا شد، آورده شده است. این تخته سنگ بر روی یک پایه گرانیتی قرار دارد که روی آن نوشته شده است «به قربانیان سرکوب سیاسی». این بنای یادبود در سال ۱۹۹۰ برای بزرگداشت قربانیان سرکوب سیاسی در اتحاد جماهیر شوروی ساخته شد. از آن زمان، این بنا مورد توجه گردهمایی‌ها و مراسم سالانه و گاه به گاه بوده است: به ویژه، روز یادبود قربانیان سرکوب سیاسی از سال ۱۹۹۱ به بعد در ۳۰ اکتبر و از سال ۲۰۰۷، «احیای نام‌ها» در روز قبل از آن.
از ۱۶ فوریه ۲۰۲۴، زمانی که سرویس فدرال زندان‌ها اعلام کرد الکسی ناوالنی، فعال و رهبر مخالف، در زندان یامالو-ننتس در غرب سیبری درگذشته است، این مکان مورد توجه و بزرگداشت قرار گرفته است.

## آرخانگلسک به مسکو

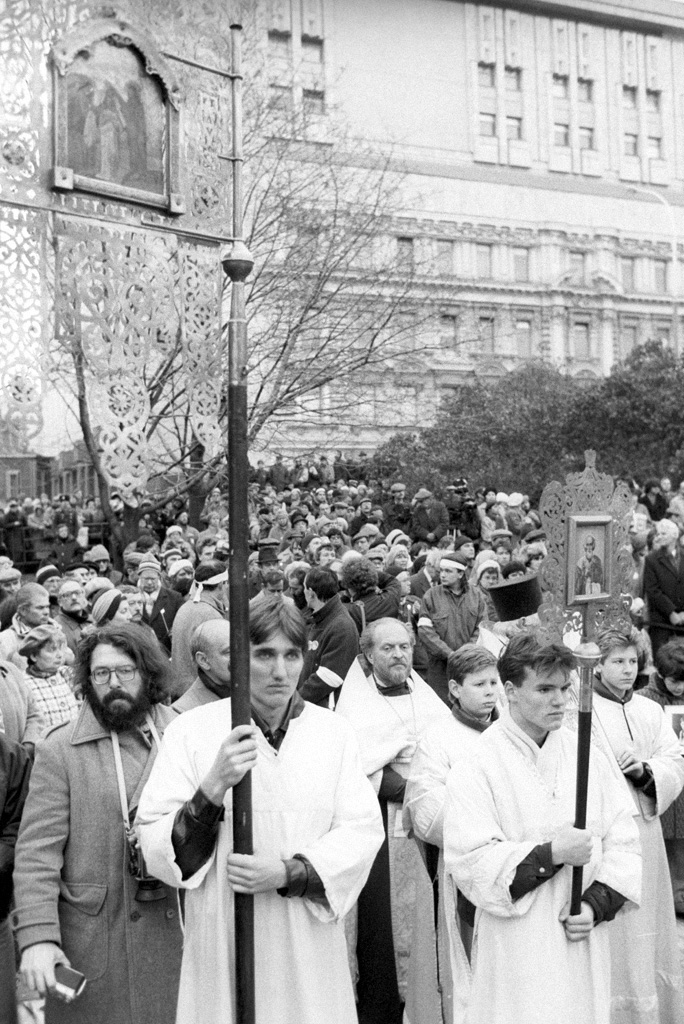
گلب یاکونین در حال انجام مراسم یادبود قربانیان سرکوب‌های سیاسی استالینیستی در مراسم رونمایی از سنگ یادبود سولووتسکی در میدان لوبیانکا، مسکو، در ۳۰ اکتبر ۱۹۹۰

طبق گفته سازمان غیردولتی یادبود روسیه، این بنای یادبود در ۳۰ اکتبر ۱۹۹۰ برای بزرگداشت ابتکار زندانیان سیاسی در سال ۱۹۷۴ برای تعیین «روز زندانیان سیاسی در اتحاد جماهیر شوروی» ساخته شد. در سال ۱۹۹۱، شورای عالی روسیه رسماً ۳۰ اکتبر را به عنوان روز یادبود قربانیان سرکوب سیاسی تعیین کرد. در ۳۰ اکتبر ۲۰۰۷ بود که ولادیمیر پوتین از میدان تیر بوتوو در نزدیکی مسکو بازدید کرد و ده سال بعد در همان تاریخ، او و پاتریارک کیریل از کلیسای ارتدکس روسیه، دیوار غم و اندوه را در خود شهر افتتاح کردند.

## سن پترزبورگ، ۲۰۰۲
سومین سنگ سولووکی سرانجام در سال ۲۰۰۲ در سن پترزبورگ، در باغ عمومی میدان ترویتسکایا، نصب شد.
این بنا که توسط یوگنی اوخنالیوف طراحی شده است، رسماً به عنوان یادبود قربانیان سرکوب سیاسی در پتروگراد-لنینگراد شناخته می‌شود. این بنای یادبود، یک تخته سنگ گرانیتی ۱۰ تنی است که ۵۰ متر (۱۶۰ فوت) از سطح زمین فاصله دارد. از محل اعدام دسته جمعی در اردوگاه زندان سولووکی در دسامبر ۱۹۲۳. این سنگ بر روی پایه‌ای از گرانیت صیقل داده شده قرار دارد که دارای چهار کتیبه است: «به زندانیان گولاگ»، «به قربانیان ترور کمونیستی»، «به کسانی که برای آزادی جنگیدند» و یک مصراع معروف از شعر بلند آنا آخماتووا، رکوئیم (۱۹۳۵–۱۹۶۱): «دوست دارم همه آنها را با نام به یاد بیاورم، / اما …» (لیست‌ها برداشته شده‌اند - کسی نیست که بپرسد). [Хотелось бы всех поименно назвать...]
این بنای یادبود در ۴ سپتامبر ۲۰۰۲ در آستانه جشن‌های سیصدمین سالگرد تأسیس سن پترزبورگ رونمایی شد. طبق دانشنامه سولووکی، معمار اوخنالیوف و نماینده دومای دولتی، یولی ریباکوف، خودشان هزینه‌های ساخت این بنای یادبود، از جمله حمل و نقل ۱۰٬۴۰۰ کیلوگرم (۲۲٬۹۰۰ پوند) را پوشش دادند. سنگی از جزایر سولووتسکی در دریای سفید. یکی از بناهای یادبود اصلی اتحاد جماهیر شوروی سابق برای قربانیان تروریسم سیاسی، گورستان یادبود لواشوو، از قبل در سن پترزبورگ وجود داشت اما مدیریت شهر هیچ کمکی نکرد، اگرچه بودجه قابل توجهی از بودجه فدرال و منطقه‌ای برای جشن سیصدمین سالگرد شهر به مناسبت وجود رودخانه نوا اختصاص داده بود.